# NAG Fortran Compiler
NAG Fortran Compiler (nagfor, NAGfor) — оптимізувальний компілятор  для мови програмування Фортран , власницьке програмне забезпечення, розроблене компанією  Numerical Algorithms Group (NAG), надається під різними комерційними ліцензіями, та поряд з чисельною бібліотекою NAG Library від тієї ж компанії є надзвичайно популярним і важливим інструментом розробки програмного забезпечення для мови Fortran. Його розвиток базується на компіляторі NAGWare, який був в свій час першим в світі компілятором, що підтримував повністю стандарт Fortran 90. Перша версія NAG Fortran Compiler була оприлюднена в 1997 році. Це популярний компілятор для програм у сфері високопродуктивних обчислень,  для найрізноманітніших операційних систем, зокрема для багатьох дистрибутивів GNU/Linux, високопродуктивних індустрійних кластерних систем AIX, Solaris, а також і для Mac OS X та Microsoft Windows під розповсюджені процесорні архітектури x86, x86-64(Intel 64, AMD64), Itanium IA-64, Sparc. Для Microsoft Windows входить до складу інтегрованого середовища розробки програмних засобів NAG Fortran Builder із зневаджувачем, вбудованою підтримкою бібліотеки NAG Library, та додатковими бібліотеками для розробки графічного інтерфейсу користувача. Компілятор NAGfor підтримує OpenMP 3.1 та стандарти фортрану 2003 і частково 2008. Серед розробників на фортрані  особливо цінується завдяки дуже докладним і точним повідомленням та розширеним можливостям діагностики про помилки в коді.

## Історія
Основним розробником перших версії компілятора NAG, що підтримував стандарт Fortran 90, був Малькольм Коген (Malcolm Cohen), хто весною 1990 року отримав це завдання від менеджерів компанії. Для спрощення проекту було вирішено реалізувати не повноцінний компілятор, а транслятор з фортрану на мову C, адже для останньої існували вже надійні і хороші оптимізувальні компілятори. Розробка першої версії тривала  понад 15 місяців, і відбувалась на мові C, щоб спростити перенесення компілятора на інші платформи/операційні системи .